# Džihadistički turizam
Džihadistički turizam, koji se također naziva i džihadski turizam ili turizam džihada, izraz je koji se ponekad koristi za opisivanje putovanja na strane destinacije s ciljem pronalaska obuke za teroriste. Američke diplomatske depeše koje je WikiLeaks objavio 2010. izražavale su zabrinutost zbog ovog oblika putovanja.

## Povijest
U prošlosti je nekoliko ljudi iz Britanije i Francuske te Bliskog istoka putovalo kako bi se pridružilo sovjetsko-afganistanskom ratu.

## Turizam u svrhu terorističke obuke ili povezivanja
Britanska policija je posjet domaćih terorista Mohammada Sidiquea Khana i Shehzada Tanweera Pakistanu smatrala džihadističkim turizmom te izrazila sumnju da se radi o stvarnim teroristima. Sidique Khan i Tanweer navodno su se u studenom 2004. sastali s Abd al-Hadijem al-Iraqijem, jednim od najiskusnijih zapovjednika al-Qaide, koji ih je zadužio da isplaniraju napad u Engleskoj. Khan i Tanweer kasnije su bili dvojica od četvorice bombaša samoubojica u bombaškim napadima u Londonu 7. srpnja 2005. godine.
Neokonzervativni autor Laurent Murawiec tvrdio je da su bogati mladići iz Saudijske Arabije putovali u Afganistan i Pakistan radi džihadističkog turizma.

### Džamija Al-Quds, Hamburg
Džamija Al-Quds u Hamburgu, gdje je Mohamed Atta često nazočio molitvi, prije nego što je zatvorena postala je središte džihadističkog turizma. Tamo su se islamski militanti okupljali kako bi se susreli s osobama koje su održavale veze s terorističkim organizacijama u Afganistanu. Njemačke su vlasti otkrile da je 10 članova džamije otputovalo u pogranična područja Pakistana i Afganistana. Džamiju su 2010. godine zatvorili njemačke službe sigurnosti zbog sumnje da se džamija opet koristi kao sastajalište islamskih ekstremista.

### Somalija
Američke diplomatske depeše koje je objavio WikiLeaks navele su da britanski i američki muslimani putuju u Somaliju kako bi prošli obuku za terorističke napade u Ujedinjenom Kraljevstvu.